# Habroteleia vindhiensis
Habroteleia vindhiensis är en stekelart som först beskrevs av Sharma 1981.  Habroteleia vindhiensis ingår i släktet Habroteleia och familjen Scelionidae. Inga underarter finns listade i Catalogue of Life.